# Цзяцзин
Чжу Хоуцун (кит. 朱厚熜, 16 сентября 1507 — 23 января 1567) — одиннадцатый император Китая с 1521 по 1567 из династии Мин. Правил под девизом Цзяцзин (嘉靖, Чудесное Умиротворение), посмертное храмовое имя — Ши-цзун (世宗).

## Биография
Чжу Хоуцун не был императорским сыном. Его отец Чжу Ююань (1476—1519) был четвёртым сыном Чжу Цзяньшэня (императора Чэнхуа), и, как было заведено в Минской империи, был отправлен жить подальше от столицы, в выделенное ему имение в тогдашней провинции Хугуан (близ современного города Чжунсян, пров. Хубэй); ему был дан титул князя Сян (Сян-вана). Получил классическое конфуцианское образование.

## Внутренняя политика
В мае 1521 года после смерти бездетного императора Чжу Хоучжао его 14-летний двоюродный брат Чжу Хоуцун был доставлен из Хугуана в Пекин и занял императорский престол под именем Цзяцзина. Получил трон при помощи вдовствующей императрицы Цзянь И и главы «Внутридворцового кабинета» (Нейге) Ян Тинхэ.
Поскольку до своего правления Чжу Хоуцун находился вне придворной жизни, то, вступив на трон, старался сосредоточить как можно большую власть в собственных руках. Своё царствование он начал с устранения от дел и казни фаворитов бывшего императора — сановников Цзянь Нина и Цзянь Биня, а также ряда других высокопоставленных чиновников. Это было связано с противостоянием чиновников и ученыx по вопросу наследования трона. Дело в том, что Чжу Хоуцун был сыном наложницы. А в соответствии с конфуцианскими канонами его сын не имел права на наследование трона, а также сам император не мог называть имени своего настоящего отца, в качестве него через некоторое время вынужден был называть отцом своего дядю Чжу Юбиня. Также император не имел прав разместить табличку с именем своего настоящего отца в храме предков. В целом эта перепалка продолжалась около 20 лет. Благодаря репрессиям, в частности, был казнен известный поэт Ян Шэнь. В изменении законов императору Чжу Хоуцуну удалось добиться желаемого — его сын стал наследником, табличка с именем настоящего отца была размещена в храме предков. Борьба высших чиновников с императором способствовала кавардаку в административном аппарате и ослаблению последнего.
В 1539 году Чжу Хоуцун отстранил от должностей крупных государственных секретарей Ян Суна и Ян Шифана, после чего совсем перестал общаться с министрами, полагаясь лишь на евнухов. Влияние последних на императора значительно выросло. Все это способствовало коррупции в империи. Чжу Хоуцун пополнил свой гарем большим количеством малолетних девочек, к которым имел особое пристрастие.
В то же время отдавая предпочтение даосской идеологии, Чжу Хоуцун начал преследования буддистов, влияние которых в стране в то время было довольно значительным. В частности, были конфискованы ценности, накопленные в буддистских монастырях. Последнее объясняется не только чисто идеологическими мотивами, но и стремлением исправить финансовое положение в стране.
Своим жестоким отношением к подчиненным император Чжу Хоуцун вызывал ненависть окружающих его лиц. Поэтому в октябре 1542 года было организовано покушение на жизнь императора. Руководила заговорщиками любимая наложница Чжу Хоуцуна. Однако последнему удалось спастись, а императрица Ли приказала казнить заговорщиков. Впрочем, Чжу Хоуцун не простил императрице казнь любимой наложницы и когда в 1547 году в её дворце возник пожар, приказал не спасать императрицу Ли.
Действия коррумпированного и непрофессионального правительства во главе с евнухами ухудшались чрезмерными расходами императора и стихийными бедствиями. Так, в 1550 году в Пекине по приказу Чжу Хоуцуна был построен Внешний город. В 1556 году крупное землетрясение в долине реки Вэй (провинция Шэньси) унесло жизни 800 000 человек. Экономический кризис вызвал многочисленные восстания, в частности в 1560 году достаточно мощным был бунт в Нанкине.

## Внешняя политика
С началом правления Чжу Хоуцуна начало обостряться и внешнеполитическое положение Минской империи. Усилилась контрабанда, вызванная непродуманными действиями правительства. Начались нападения японских пиратов, в частности довольно дерзким было нападение на город Нинбо в 1523 году. После этого по приказу императора была прекращена морская торговля. Однако это не улучшило ситуацию. Наоборот, вдоль всего морского побережья страны усилились столкновения с японскими пиратами, которые пытались силой сломать традиционную китайскую политику «морского запрета» — жесткого контроля и ограничения внешней морской торговли со стороны китайских властей. Эта пиратская война продолжалась до 1566 года, когда, наконец китайским войскам самообороны удалось разбить японцев.
С 1542 года монгольские ханы под предводительством Алтан-хана активизировали свои опустошительные набеги на северные китайские провинции, достигая стен самого Пекина. Военные стычки продолжались до 1550 года, когда в пригороде Пекина генералу Ци Цзигуану удалось нанести поражение врагу. В конце концов, был заключен китайско-монгольский мир.

## Последние годы
В конце правления Чжу Хоуцун все больше отстранялся от реальности, передавая управление евнухам. В конце концов он стал отшельником и искал бессмертия. Особое влияние имел даос Дао Чжунвень, который изготавливал таблетки бессмертия из красного свинца и белого мышьяка. По рекомендации Дао император стал практиковать сексуальные контакты с девственницами. В 1552 году было отобрано для этого 800 девушек в возрасте от 8 до 14 лет, а в 1555 году — ещё 180.
23 января 1567 года 59-летний император Чжу Хоуцун, ослабленный «таблетками бессмертия», скончался.

## Семья
Чжу Хоуцун имел восемь сыновей и пять дочерей. Третий сын Чжу Цзайхоу (1537—1572) стал двенадцатым императором из династии Мин (1567—1572). Четвёртый сын Чжу Цзайчуань (1537—1565) стал в 1539 году Цзин-ваном и в 1561 году получил во владение Дэань (провинция Цзянси).